# Anne Haug (Schauspielerin)

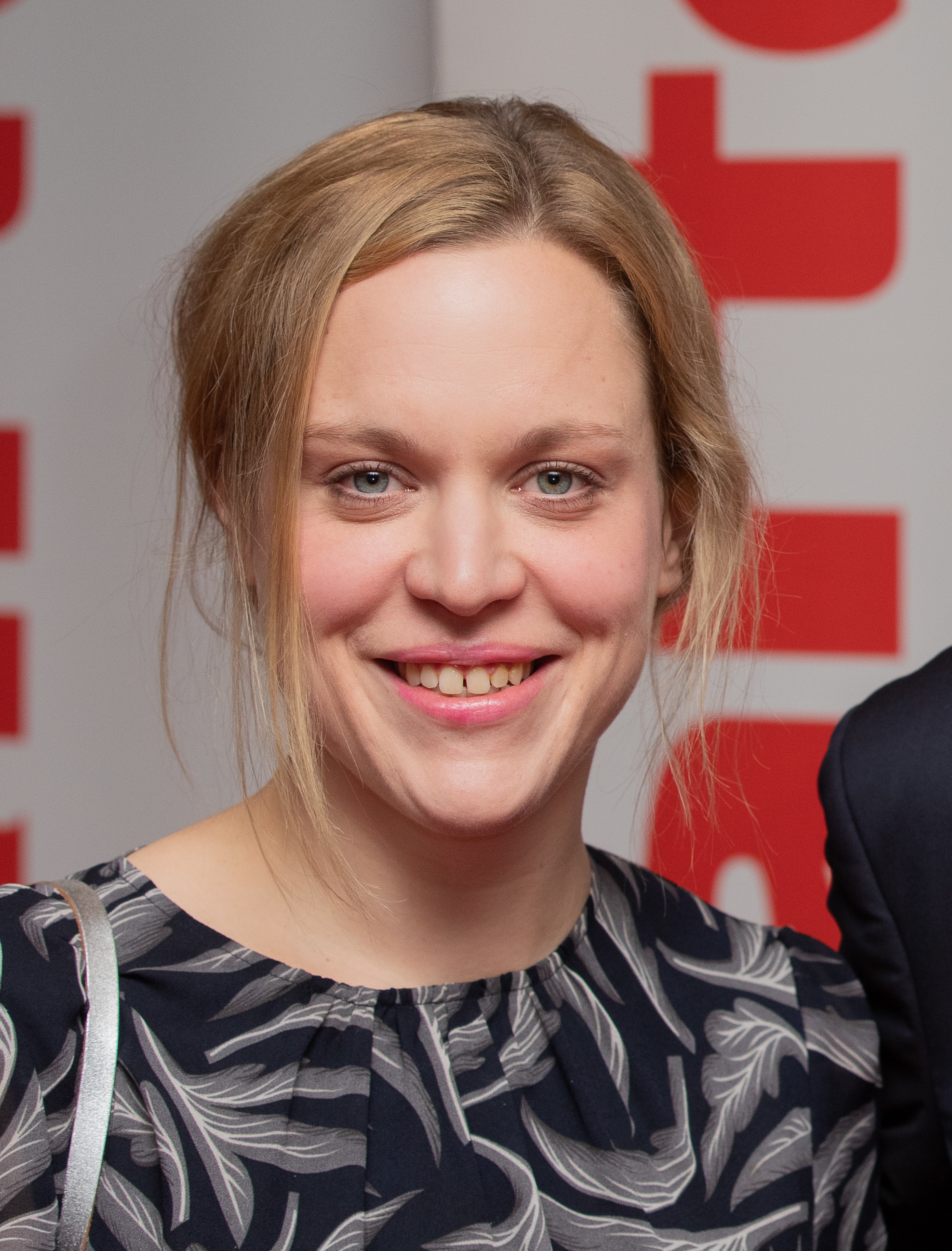
Anne Haug (2019)

Anne Haug (* 1984 in Basel) ist eine Schweizer Schauspielerin und Autorin. Sie arbeitet hauptsächlich in Deutschland und der Schweiz für Film und Theater.

## Leben
Anne Haug studierte von 2005 bis 2009 Schauspiel an der Universität der Künste Berlin. Nach verschiedenen Theaterengagements (u. a. am Deutschen Theater Berlin, Maxim-Gorki-Theater, Theaterhaus Jena), spielte sie im Kinofilm Männer zeigen Filme & Frauen ihre Brüste von Isabell Šuba ihre erste Hauptrolle. Es folgten weitere Arbeiten für Film und Fernsehen wie Lux, Krieger des Lichts von Daniel Wild, Die fruchtbaren Jahre sind vorbei von Natascha Beller oder Ivie wie Ivie  von Sarah Blaßkiewitz. Im Duo entwickelte sie mit Projekt Schooriil die gleichnamige Theaterserie.
Seit 2020 ist Anne Haug im Ensemble des Theater Basel und war ebendort im Rahmen des Stipendiums Stücklabor Hausautorin. 2022 wurde sie mit dem Förderpreis für Dramatik des Schiller-Gedächtnispreis ausgezeichnet.
Haug lebt in Berlin.

## Filmografie (Auswahl)
- 2012: Puppe (Sebastian Kutzli)
- 2013: Männer zeigen Filme & Frauen ihre Brüste (Isabell Šuba)[3]
- 2016: Blank (Sarah Blaßkiewitz)
- 2017: Seitentriebe (Güzin Kar)
- 2017: Rakete Perelman (Oliver Alaluukas)
- 2017: Lux – Krieger des Lichts (Daniel Wild)
- 2018: Die fruchtbaren Jahre sind vorbei (Natascha Beller)
- 2019: Zu zweit allein (Sabine Koder)
- 2021: Ivie wie Ivie (Sarah Blaßkiewitz)
- 2021: Prinzessin (Peter Luisi)
- 2022: Tatort: Borowski und der Schatten des Mondes
- 2023: Luden (Fernsehserie)
- 2023: Knochen und Namen
- 2024: Tatort: Trotzdem
- 2024: Sad Jokes

## Theater (Auswahl)
- 2007: Pizzicato, Deutsches Theater Berlin (Viktor Bodó)
- 2008: Seid hingerissen von euren tragischen Verhältnissen, UNI.T Berlin (René Pollesch)
- 2008: Woyzeck, Deutsches Theater Berlin (Philipp Preuss)
- 2008: Glaube Liebe Hoffnung, Maxim-Gorki-Theater (Ronny Jakubaschk)
- 2012: Scheppernde Antworten auf Dröhnende Fragen, Ballhaus Naunynstraße (Nora Abdel-Maksoud)
- 2013: Past is Present, Kaserne Basel (Corinne Maier)
- 2013–2019: Projekt Schooriil, Sophiensæle Berlin (Anne Haug/Melanie Schmidli)[4]
- 2014: Kings, Ballhaus Naunynstraße (Nora Abdel-Maksoud)
- 2015: Princess & Terrorist, Kaserne Basel (Zino Wey/Anne Haug)[5]
- 2016: Homo Digitalis, Kaserne Basel (Gilliéron/Koch/Wey)
- 2017: Outland, Sophiensæle Berlin (Anne Habermehl)
- 2018: the end of the world as we know it, Kaserne Basel (Corinne Maier)
- 2020: Metamorphosen, Theater Basel (Antú Romero Nunes)